# Іванишин Володимир Васильович
Іванишин Володимир Васильович (нар. 6 вересня 1961, с. Юр'ямпіль, Україна) — український господарник, науковець, громадський діяч. Доктор економічних наук, професор, академік НААН України. Ректор Подільського державного університету.
Закінчив Королівську школу (1978), вищу освіту здобув в Одеському політехнічному інституті (1989) за спеціальністю «Автомобілі і автомобільне господарство».

## Трудова діяльність
З липня 1977 року по листопад 1979 року працював трактористом колгоспу «Перемога».
З листопада 1979 року по листопад 1981 року проходив дійсну строкову службу в Радянській Армії.
З грудня 1981 року по листопад 1983 року обраний секретарем комітету комсомолу колгоспу «Перемога».
З листопада 1983 року по червень 1984 року — інженер по експлуатації МТП колгоспу «Перемога».
З червня 1984 року по лютий 1987 року — головний інженер колгоспу «Перемога».
З лютого 1987 року по вересень 1987 року — головний інженер колгоспу «Росія».
З вересня 1987 року по квітень 1989 року — заступник голови колгоспу «Жовтень».
З квітня 1989 року по листопад 1992 року — голова спілки селян «Колос».
З листопада 1992 року по червень 1994 року — директор Борщівського радгоспу-технікуму.
З червня 1994 року по січень 1998 року — директор Борщівського агротехнічного коледжу.
З січня 1998 року по лютий 1998 року призначений на посаду першого заступника голови Борщівської РДА.
З лютого 1998 року по вересень 1999 року — голова Борщівської райдержадміністрації.
З вересня 1999 року по березень 2000 року — заступник начальника Головного управління технічної політики Мінагропрому України.
З березня 2000 року по травень 2000 року — заступник начальника Департаменту науково-технічної політики Міністерства аграрної політики України.
З травня 2000 року по липень 2000 року — заступник генерального директора Державного лізингового підприємства «Украгролізинг».
З липня 2000 року по червень 2001 року — перший заступник генерального директора ДЛП «Украгролізинг».
З червня 2001 року по квітень 2002 року — перший заступник голови правління Національної акціонерної компанії «Украгролізинг».
З квітня 2002 року по серпень 2003 року — голова правління Національної акціонерної компанії «Украгролізинг».
З серпня 2003 року по липень 2004 року — директор Державного департаменту тракторного і сільськогосподарського машинобудування Міністерства промислової політики України.
З липня 2004 року по квітень 2005 року — заступник Міністра промислової політики України — директор Державного департаменту тракторного і сільськогосподарського машинобудування.
З квітня 2005 року по серпень 2007 року — директор Українського науково-дослідного інституту прогнозування та випробовування техніки і технологій для сільськогосподарського виробництва ім. Л. Погорілого.
З серпня 2007 року по квітень 2010 року — генеральний директор Аграрного фонду України.
З квітня 2010 року по жовтень 2010 року — радник віцепрем'єр-міністра України.
З квітня 2011 року по липень 2011 року — професор кафедри тракторів та сільськогосподарських машин Миколаївського державного аграрного університету.
З липня 2011 року по червень 2012 року — директор Технічного ННІ Національного університету біоресурсів і природокористування України.
З червня 2012 року по липень 2013 року — проректор з навчально-науково-виробничих питань розвитку і адміністративно-господарської діяльності Національного університету біоресурсів і природокористування України.
З серпня 2013 року по січень 2014 року професор кафедри транспортних технологій і технічного сервісу Миколаївського національного аграрного університету.
З січня 2014 року по жовтень 2019 року — ректор Подільського державного аграрно-технічного університету.
З жовтня 2019 року по грудень 2019 року — професор кафедри транспортних технологій та засобів АПК Подільського державного аграрно-технічного університету.
З 10 грудня 2019 — ректор Подільського державного аграрно-технічного університету (з 15 жовтня 2020 року — Заклад вищої освіти «Подільський державний університет»)

## Громадська діяльність
В 2015 році обраний депутатом Тернопільської обласної ради. Склав повноваження у 2020 році.

## Наукова діяльність
У 2003 р. захистив кандидатську дисертацію «Лізинг в сільськогосподарському виробництві».
У 2011 р. захистив докторську дисертацію «Система розвитку технічного забезпечення аграрного сектора АПК України: методологія і організація».
Є автором, співавтором понад 160 науково-методичних праць, в тому числі 9 монографій. Вивчає питання лізингу та його розвиток в Україні. Автор ряду книг пов'язаних з лізинговою діяльністю в Україні.
Керує підготовкою докторантів, аспірантів. Під його керівництвом підготовлено 3 докторів наук і 5 кандидатів наук. Голова спеціалізованої ради з захисту докторських дисертацій із двох економічних спеціальностей: «Економіка та управління національним господарством» та «Економіка та управління підприємствами (за видами економічної діяльності)».
У 2020 році обраний членом-кореспондентом Національної академії аграрних наук України.
У квітні 2023 році Володимир Іванишин був обраний дійсним членом (академіком) Національної академії аграрних наук України за спеціальністю «Публічне управління та адміністрування» (агроінженерія).
Дійсний член Міжнародної Кадрової Академії та Академії інженерних наук.
Основні наукові праці
- Практикум по сільськогосподарських машинах і знаряддях. Навчальний посібник для викладачів і студентів інженерно-технічних спеціальностей І-ІІ рівнів акредитації / А. В. Рудь, О. М. Коноваленко, І. О. Мошенко, В. В. Іванишин. — К. : Урожай, 1996. — 208 с.
- Лізинг та його розвиток в Україні [Текст] / В. В. Іванишин. — К. : Знання України, 2002. — 55 с.
- Роль лізингу в забезпеченні сільськогосподарських підприємств засобами механізації [Монографія] / В. В. Іванишин. — К. : ІАЕ УААН, 2003. — 294 с.
- Перспективні технології виробництва молока [Монографія] / М. Луценко, В. Іванишин, В. Смоляр. — К. : Академія, 2006. — 192 с.
- Організаційно-економічні засади відтворення і ефективного використання технічного потенціалу аграрного виробництва [Монографія] / В. В. Іванишин. — К. : ННЦ ІАЕ, 2011. — 350 с.
- Правове регулювання організації роботи з охорони праці учасників навчально-виховного процесу. Навчальний посібник / за ред. О. Д. Мельничука ; [уклад. : О. Войналович, Н. Рідей, В. Іванишин та ін.]. — К. : НУБіП України, 2012. — 324 с.
- Ефективність використання орендованих земель та збереження їх родючості [Монографія] / О. В. Шкільов, М. І. Ібатуллін, А. О. Музиченко, В. В. Іванишин [та ін.]. — К. : Четверта хвиля, 2013. — 224 с.
- Контроль технічного стану автотранспортних засобів. Навчальний посібник / Іванишин В. В. Докуніхін В. З. — К.:Видавничий центр НУБіП України, 2013.- 160 с.
- Організація виробничої і підприємницької діяльності в сільськогосподарських підприємствах. Підручник для студентів з аграрних і технічних спеціальностей ВНЗ ІІІ-IV рівнів акредитації / О. В. Шкільов, В. В. Іванишин. — Кам'янець-Подільський: Медобори-2006, 2014. — 416 с.
- Практикум з дисциплін «Основи охорони праці», «Охорона праці в галузі». Навчальний посібник / В. В. Іванишин, М. П. Супрович, К. В. Замойська [та ін.]. — Кам'янець-Подільський: Друк-Сервіс, 2016. — 303 с.

Індексовані в наукометричних базах Scopus, Web of Science:
- Ivanyshyn, V., Sheludchenko, L., Hutsol, T., Rud, A., Skorobogatov, D.: Mass transfer management and deposition of contaminants within car road zones. Vide. Tehnologija. Resursi — Environment, Technology, Resources. 12th International Scientific and Practical Conference on Environment. Technology. Resources; Rezekne; Latvia;  70-74 (2019). ISSN: 16915402, DOI: https://doi.org/10.17770/etr2019vol1.4145
- Ivanyshyn, V.,Yermakov, S., Ishchenko, T., Mudryk, K., Hutsol, T.Calculation algorithm for the dynamic coefficient of vibro-viscosity and other properties of energy willow cuttings movement in terms of their unloading from the tanker. E3S Web Conf.V 154,2020, 6th InternationalConference — RenewableEnergySources (ICoRES 2019) DOI: https://doi.org/10.1051/e3sconf/202015406001
- Rajasekaran, R., Agarwal, R., Srivastava, A., Masih, Y., Ivanyshyn, V. & Yasinetska, I.. Independent Journal of Management & Production (Ijm&P) ISSN: 2236-269X. v. 11, n. 9, November 2020, Special Edition (Baltic States), pp. 2470—2482 DOI: http://dx.doi.org/10.14807/ijmp.v11i9.1420
- V. Ivanyshyn, N.Khorunzhak, R. Bruhanskyi. Logic-statistical information models in control function of accounting. Independent journal of management & production. 2019. Volume 10, Issue 7. DOI: https://doi.org/10.14807/ijmp.v10i7.906
- V. Ivanyshyn, T. Hutsol, N.Kosulina, S. Yermakov. The usage of low-energy electromagnetic fields of marginal high-frequency range for reconstruction of the injured by infectious microorganisms animal skin. Independent ournal of management & production. 2019. Volume 10, Issue 7. DOI: https://doi.org/10.14807/IJMP.V10I7.907
- Hutsol, T., Ivanyshyn, V., Nedilska, U. …: Prospects of Growing Miscanthus as Alternative Source of Biofuel. Renewable Energy Sources: Engineering, Technology, Innovation: ICORES 2017, 801—812, (2018). DOI: https://doi.org/10.1007/978-3-319-72371-6_78
- Ivanyshyn Volodymyr, Kucher Oleg, Bilyk Tetyana. Marketing strategy formation for the development of organic production in the Ukraine.

## Нагороди
- «Заслужений працівник сільського господарства України» (2003)
- Орден «За заслуги» III (2009)[1], ІІ-го (2017)[2] і І-го (2021)[3]ступенів
- Грамота Верховної Ради України (2017)
- Почесні грамоти Кабінету Міністрів України (2008), Міністерства аграрної політики України (2005), Міністерства промислової політики України (2004)
- «Знак пошани» Міністерства аграрної політики та продовольства України
- Орден Святого Рівноапостольного князя Володимира Великого III ступеня
- Орден Святого Миколи Чудотворця
- Суверенний Християнський Лицарський Орден Святого Архістратига Михаїла
- Орден князя Костянтина Острозького
- «Золотий символ якості національних товарів та послуг» (2018) — за високу якість наукових та освітніх послуг, що відповідають національним та міжнародним стандартам якості[4]